# Hyuk (ca sĩ)
Đây là một tên người Triều Tiên, họ là Han.
Han Sang Hyuk (tiếng Hàn Quốc: 한상혁, sinh ngày 5 tháng 7 năm 1995) với nghệ danh Hyuk (tiếng Hàn: 혁) là một ca sĩ và diễn viên Hàn Quốc trực thuộc công ty giải trí Jellyfish. Anh xuất hiện với tư cách thành viên của nhóm nhạc VIXX từ tháng 5 năm 2012. Hyuk bắt đầu sự nghiệp diễn xuất của mình vào năm 2015 với bộ phim hài-hành động Chasing trong vai Han Won Tae.

## Tiểu sử
Hyuk sinh ra và lớn lên ở Daejeon, Hàn Quốc. Gia đình anh gồm có anh, bố mẹ và một chị gái. Anh theo học Âm nhạc thực hành tại Trường Nghệ thuật Đa năng Hanlim và chuyên ngành Biểu diễn K-Pop tại Học viện Truyền thông và Nghệ thuật Dong-Ah.

## Sự nghiệp

### 2012–2014: Ra mắt với VIXX và các chương trình tạp kỹ
Hyuk là một trong mười thực tập sinh từng là thí sinh trong chương trình thực tế sống còn MyDOL của Mnet và được chọn trở thành một phần của đội hình cuối cùng và nhóm nhạc nam 6 thành viên VIXX cuối cùng đã ra mắt với "Super Hero" vào ngày 24 tháng 5 năm 2012, trên M! Countdown.
Năm 2013, Hyuk xuất hiện trong tập 4 của bộ phim truyền hình "Người thừa kế" của đài SBS cùng với các thành viên trong nhóm của mình.
Trong năm 2014, Hyuk làm khách mời trong chương trình "Glorious Day" tập 43 của SBS cùng với Leo và là một thành viên của chương trình "Law of the Jungle" của đài SBS ở Brazil. Anh ấy cũng là thành viên của chương trình "Every 1's Hitmaker" của đài MBC, trong đó anh ấy trở thành thành viên và là trưởng nhóm của Jung Hyung Don và nhóm nhạc dự án đầu tiên của Defconn, Big Byung, cùng với thành viên VIXX N, Jackson của Got7 và Sungjae của BtoB. Với nghệ danh Hyuk-di, Hyuk và nhóm đã tạo ra hai đĩa đơn: "Stress Come On" và "Ojingeo Doenjang" (tiếng Hàn: 오징어 된장).
Vào ngày 21 tháng 10 năm 2015, bản cover solo được ghi âm của Hyuk cho "Call You Mine" của Jeff Bernat được tải độc quyền lên kênh YouTube chính thức của VIXX, trước đó nó đã được anh biểu diễn trong các buổi hòa nhạc LIVE FANTASIA UTOPIA của VIXX.

### 2015 – nay: Ra mắt diễn xuất và sáng tác nhạc
Vào năm 2015, Hyuk tham gia diễn xuất trong bộ phim hành động - hài ra mắt năm 2016 Chasing trong vai Han Won-tae, cùng với các diễn viên Kim Jung-tae và Kim Seung-woo và đạo diễn Oh In Cheon. Trong bộ phim do Hyuk đóng, Han Won-tae là một thủ lĩnh nổi loạn của một băng nhóm học sinh trung học không biết sợ hãi. Phim được phát hành tại các rạp ở Hàn Quốc vào ngày 7 tháng 1 năm 2016.  Với tác phẩm Chasing, Hyuk đã giành được Giải thưởng Diễn viên mới cho Phim hành động xuất sắc nhất tại Liên hoan phim Quốc tế Thượng Hải 2016.
Vào ngày 13 tháng 2 năm 2016, như một món quà cho ngày lễ tình nhân dành cho người hâm mộ, Hyuk đã phát hành bản cover ca khúc "Love Yourself" của Justin Bieber, được đăng tải độc quyền lên kênh YouTube chính thức của VIXX. Cuối năm 2016, Hyuk đóng góp phần lời của bài hát "Milky Way" của VIXX trong album đặc biệt "VIXX 2016 Conception Ker" của họ.
Vào ngày 25 tháng 1 năm 2017, Hyuk đã phát hành ca khúc tự sáng tác đầu tiên của mình như một món quà dành cho người hâm mộ nhân dịp Tết Nguyên đán , với tựa đề "Hug" (tiếng Hàn:  안아 줄게 ; RR :  An-ajulge ; lit. "I'll Hold You") trên SoundCloud chính thức của anh ấy và trên Kênh YouTube chính thức của VIXX.
Vào ngày 4 tháng 9 năm 2017, đã có thông tin xác nhận rằng Hyuk sẽ đóng vai chính trong một bộ phim tình cảm về luật với Chorong của Apink và bạn diễn cũ của anh ấy trong "Chasing" là Kim Mingyu, sẽ phát sóng trên Naver TV và Channel A vào tháng 10.
Vào tháng 10 năm 2017, anh đã được xác nhận sẽ đóng vai chính trong "Goodbye My Father" cùng với nam diễn viên gạo cội Park Sung Woong trong vai Ha Neul, người con hiếu thảo với cha của mình .Hyuk cùng với ba diễn viên chính khác đã học chơi kèn saxophone cho bộ phim.
Vào ngày 8 tháng 1 năm 2019, đã có thông tin xác nhận rằng Hyuk sẽ phát hành đĩa đơn solo đầu tiên của mình vào ngày 12 tháng 1 năm 2019, mang tên "Boy with a Star". Hyuk sau đó được chọn vào vở kịch "Forgotten Village" với vai Jae-gu, một giáo sư lúc nhỏ từ Trường Luật của Đại học Quốc gia Seoul. Buổi biểu diễn diễn ra tại Chungmu Art Hall từ ngày 22 tháng 2 đến ngày 7 tháng 4.

## Sự nghiệp diễn xuất

### Phim truyền hình
| Năm       | Phim                         | Vai               | Ghi chú |
| --------- | ---------------------------- | ----------------- | ------- |
| 2013      | Người thừa kế                | Khách mời - tập 4 |         |
| 2016      | Chasing                      | Han Won Tae       |         |
| 2017      | Romance Special Law          | Gang Se Woong     |         |
| 2018      | Happy Together               | Ha Neul           |         |
| 2019      | The Great Show               | Choi Jung Woo     |         |
| 2020      | Ga Doo Ri's Sushi Restaurant | Cha Woo Bin       |         |
| 2020-2022 | Color Rush                   | Kim Sehyun        |         |

### Chương trình truyền hình
| Năm        | Tiêu đề                        | Đài | Ghi chú                            | Chú thích |
| ---------- | ------------------------------ | --- | ---------------------------------- | --------- |
| 2014       | Glorious Day                   | SBS | cùng với Leo (Tập 43)              |           |
| 2014       | Luật rừng                      | SBS | Khách mời - tập 112,116            |           |
| 2014- 2015 | Hitmaker                       | MBC | Diễn viên trong vai Hyuk Di, 2 mùa |           |
| 2018       | Một chuyến du thuyền mong muốn | TvN | Diễn viên                          |           |

### Kịch
| Năm  | Tiêu đề           | Hội họp                             | Vai               | Chú thích |
| ---- | ----------------- | ----------------------------------- | ----------------- | --------- |
| 2019 | Forgotten Village | Trung tâm nghệ thuật Chungmu, Seoul | trong vai Jae Goo |           |

## Hợp tác
| Năm  | Bài hát            | Album            | Nghệ sĩ                                                   |
| ---- | ------------------ | ---------------- | --------------------------------------------------------- |
| 2014 | "Stress Come On"   | Non-album single | Big Byung: N, Hyuk (VIXX), Jackson (GOT7), Sungjae (BtoB) |
| 2015 | "Ojingeo Doenjang" | Non-album single | Big Byung: N, Hyuk (VIXX), Jackson (GOT7), Sungjae (BtoB) |

## Đề cử và giải thưởng
| Năm  | Phần thưởng                                  | Loại                                      | Công việc được đề cử | Kết quả   |
| ---- | -------------------------------------------- | ----------------------------------------- | -------------------- | --------- |
| 2016 | Giải thưởng Phim hành động Thành Long (SIFF) | Diễn viên mới cho phim hành động hay nhất | Chasing              | Đoạt giải |